# Belley (quận)
Quận Belley là một quận của Pháp, nằm ở tỉnh Ain, trong vùng Auvergne-Rhône-Alpes. Quận này có 9 tổng và 107 xã.

## Các đơn vị hành chính

### Các tổng
Các tổng của quận Belley là: 
1. Ambérieu-en-Bugey
2. Belley
3. Champagne-en-Valromey
4. Hauteville-Lompnes
5. Lagnieu
6. Lhuis
7. Saint-Rambert-en-Bugey
8. Seyssel
9. Virieu-le-Grand

### Các xã
Các xã của quận Belley, và mã INSEE là: 
| 1. Ambléon (01006)                      | 2. Ambronay (01007)               | 3. Ambutrix (01008)                 |
| 4. Ambérieu-en-Bugey (01004)            | 5. Andert-et-Condon (01009)       | 6. Anglefort (01010)                |
| 7. Aranc (01012)                        | 8. Arandas (01013)                | 9. Arbignieu (01015)                |
| 10. Argis (01017)                       | 11. Armix (01019)                 | 12. Artemare (01022)                |
| 13. Belley (01034)                      | 14. Belmont-Luthézieu (01036)     | 15. Bettant (01041)                 |
| 16. Blyes (01047)                       | 17. Brens (01061)                 | 18. Briord (01064)                  |
| 19. Brégnier-Cordon (01058)             | 20. Brénaz (01059)                | 21. Bénonces (01037)                |
| 22. Béon (01039)                        | 23. Ceyzérieu (01073)             | 24. Chaley (01076)                  |
| 25. Champagne-en-Valromey (01079)       | 26. Chanay (01082)                | 27. Chavornay (01097)               |
| 28. Chazey-Bons (01098)                 | 29. Chazey-sur-Ain (01099)        | 30. Cheignieu-la-Balme (01100)      |
| 31. Château-Gaillard (01089)            | 32. Cleyzieu (01107)              | 33. Colomieu (01110)                |
| 34. Conand (01111)                      | 35. Contrevoz (01116)             | 36. Conzieu (01117)                 |
| 37. Corbonod (01118)                    | 38. Corlier (01121)               | 39. Cormaranche-en-Bugey (01122)    |
| 40. Cressin-Rochefort (01133)           | 41. Culoz (01138)                 | 42. Cuzieu (01141)                  |
| 43. Douvres (01149)                     | 44. Flaxieu (01162)               | 45. Groslée (01182)                 |
| 46. Hauteville-Lompnes (01185)          | 47. Hostiaz (01186)               | 48. Innimond (01190)                |
| 49. Izieu (01193)                       | 50. L'Abergement-de-Varey (01002) | 51. La Burbanche (01066)            |
| 52. Lagnieu (01202)                     | 53. Lavours (01208)               | 54. Leyment (01213)                 |
| 55. Lhuis (01216)                       | 56. Lochieu (01218)               | 57. Lompnas (01219)                 |
| 58. Lompnieu (01221)                    | 59. Loyettes (01224)              | 60. Magnieu (01227)                 |
| 61. Marchamp (01233)                    | 62. Marignieu (01234)             | 63. Massignieu-de-Rives (01239)     |
| 64. Montagnieu (01255)                  | 65. Murs-et-Gélignieux (01268)    | 66. Nattages (01271)                |
| 67. Nivollet-Montgriffon (01277)        | 68. Oncieu (01279)                | 69. Ordonnaz (01280)                |
| 70. Parves (01286)                      | 71. Peyrieu (01294)               | 72. Pollieu (01302)                 |
| 73. Prémeyzel (01310)                   | 74. Prémillieu (01311)            | 75. Pugieu (01316)                  |
| 76. Rossillon (01329)                   | 77. Ruffieu (01330)               | 78. Saint-Benoît (01338)            |
| 79. Saint-Bois (01340)                  | 80. Saint-Champ (01341)           | 81. Saint-Denis-en-Bugey (01345)    |
| 82. Saint-Germain-les-Paroisses (01358) | 83. Saint-Martin-de-Bavel (01372) | 84. Saint-Maurice-de-Rémens (01379) |
| 85. Saint-Rambert-en-Bugey (01384)      | 86. Saint-Sorlin-en-Bugey (01386) | 87. Saint-Vulbas (01390)            |
| 88. Sainte-Julie (01366)                | 89. Sault-Brénaz (01396)          | 90. Seillonnaz (01400)              |
| 91. Serrières-de-Briord (01403)         | 92. Seyssel (01407)               | 93. Songieu (01409)                 |
| 94. Souclin (01411)                     | 95. Sutrieu (01414)               | 96. Talissieu (01415)               |
| 97. Tenay (01416)                       | 98. Thézillieu (01417)            | 99. Torcieu (01421)                 |
| 100. Vaux-en-Bugey (01431)              | 101. Vieu (01442)                 | 102. Villebois (01444)              |
| 103. Virieu-le-Grand (01452)            | 104. Virieu-le-Petit (01453)      | 105. Virignin (01454)               |
| 106. Vongnes (01456)                    | 107. Évosges (01155)              |                                     |